# Gekielde schildhagedissen
Gekielde schildhagedissen (Tracheloptychus) zijn een geslacht van hagedissen uit de familie schildhagedissen (Gerrhosauridae).

## Naam
De groep werd voor het eerst wetenschappelijk beschreven door Wilhelm Peters in 1854.

## Uiterlijke kenmerken
Gekielde schildhagedissen hebben een enigszins gedrongen lichaamsbouw in vergelijking met andere schildhagedissen. De lichaamslengte bedraagt ongeveer vijftien tot twintig centimeter inclusief de staart. De lichaamskleur is bruin tot lichtbruin met lichtere lengtestrepen. Tracheloptychus petersi heeft een lichtere tot oranje kleur met lichtere vlekken, mannetjes hebben een opvallend blauwe kop. De rugschubben van de hagedissen zijn sterk gekield en overlappen elkaar dakpansgewijs. Ook de buikschubben overlappen elkaar en dit is ongebruikelijk bij hagedissen. Waar veel schildhagedisen een huidplooi aan de onderzijde van de flanken hebben, is deze bij de gekielde schildhagedissen vrijwel verdwenen. Alleen aan weerszijden van de hals is nog een restant te zien.

## Verspreiding en habitat
Er zijn twee soorten die endemisch voorkomen in het zuiden van Madagaskar; Tracheloptychus madagascariensis in het oosten en Tracheloptychus petersi in het westen. De habitat bestaat uit vochtige delen van bossen, beide soorten zijn oeverbewoners die langs rivieren leven. Op het menu staan kleine ongewervelden. Beide soorten zijn eierleggend.

## Soortenlijst
| Soorten uit het geslacht Tracheloptychus | Soorten uit het geslacht Tracheloptychus | Soorten uit het geslacht Tracheloptychus |
| ---------------------------------------- | ---------------------------------------- | ---------------------------------------- |
| Naam                                     | Auteur                                   | Verspreidingsgebied                      |
| Tracheloptychus madagascariensis         | Peters, 1854                             | Madagaskar (zuidoosten)                  |
| Tracheloptychus petersi                  | Grandidier, 1869                         | Madagaskar (zuidwesten)                  |